# Banana Island Provincial Park
Der Banana Island Provincial Park ist ein nur rund 6 Hektar (ha) großer Provincial Park in der kanadischen Provinz British Columbia. Der Park liegt am nördlichen Rand des Thompson-Plateau, im Thompson-Nicola Regional District. Mit seiner Größe gehört er zu der Gruppe von nur rund 5 % der Provincial Parks in British Columbia, die eine Fläche von 10 ha oder weniger haben.

## Anlage
Der Park liegt auf einer Insel im South Thompson River, etwa 45 km östlich von Kamloops bzw. etwa 13 km südwestlich von Chase am Highway 1, dem Trans-Canada Highway.
Bei dem Park, der am 30. April 1996 eingerichtet wurde, handelt es sich um ein Schutzgebiet der Kategorie III (Naturdenkmal).
Wie bei allen Provinzparks in British Columbia gilt auch für diesen, dass er, lange bevor die Gegend von europäischen Einwanderern besiedelt oder sie Teil eines Parks wurde, Jagd- und Siedlungsgebiet verschiedener Stämme der First Nations, hier der Secwepemc, war. Neben dem Schutz der Natur wurde der Park unter anderem auch geschaffen, um archäologische Fundstellen in Form von Grubenhäusern, sogenannte „Kekuli“, der Secwepemc zu schützen.

## Tourismus
Der Park verfügt über keine touristische Infrastruktur und eine touristische Nutzung ist von der Parkverwaltung auch nicht gewünscht, allerdings auch nicht verboten. Auf Grund des leichteren Zuganges ist der wenige Kilometer stromabwärts gelegene Pritchard Provincial Park besser für eine touristische Nutzung geeignet.